# 豆盧勣
豆盧 勣（とうろ せき、536年 - 590年）は、中国の北周から隋にかけての政治家・軍人。字は定東。本貫は昌黎郡徒河県。

## 経歴
豆盧永恩の子として生まれた。豆盧永恩の兄の豆盧寧に子がなかったため、豆盧寧の養子となった。豆盧勣が生まれたとき、宇文泰が豆盧寧の家を訪れて祝った。ときに宇文泰は東魏の軍を破ったところだったので、そのことにちなんで豆盧勣に定東の字を与えた。豆盧勣は若くして国子学で学問を受け、文芸に通じた。546年、功臣の子として、義安県侯に封ぜられた。557年、北周が建国されると、稍伯下大夫・開府儀同三司の位を受け、丹陽郡公に改封された。明帝のとき、左武伯中大夫となった。豆盧勣は経書の学問に通じていないとして、辞職して学問をさせてもらえるよう願い出た。明帝はこれを賞賛して、本官のまま就学させた。まもなく斉王宇文憲が豆盧勣の妹を妃としたので、豆盧勣への明帝の恩遇はますます厚くなった。
武帝が即位すると、豆盧勣は邛州刺史に任ぜられた。赴任しないうちに、焼当羌が飢饉により渭水の源流で騒乱を起こしたため、豆盧勣は才能を買われて、渭州刺史として出された。穏健な統治により、諸民族も服属した。鳥鼠山が俗に高武隴と呼ばれ、そのふもとから渭水の源流が湧き出していたが、鳥鼠山は険阻なところで水に乏しく、羌族たちは水不足に苦しんでいた。ときに豆盧勣の馬が脚で踏んだところから、忽然と泉が湧き出してきたと伝える。民衆はその泉を玉漿泉と呼んだ。
565年、豆盧寧が死去すると、豆盧勣は哀哭すること激しく、身体を憔悴させた。567年、邵州刺史に任ぜられ、楚国公の爵位を継いだ。長安に召還されて天官府司会となり、信州総管・夏州総管・相州刺史を歴任した。後に母の喪のため帰京した。580年、利州総管に任ぜられ、位は上大将軍に進んだ。1カ月あまりで、柱国の位を受けた。
楊堅が丞相となると、益州総管の王謙が乱を起こした。豆盧勣は固く利州の城を守って王謙につかなかったので、王謙は部将の達奚惎・高阿那肱・乙弗虔らに10万の兵を率いさせて利州を攻撃させた。達奚惎らは城の周囲に70あまりの穴をうがち、堰江の水をこれにそそぎこんだ。豆盧勣の率いる兵は2000に過ぎなかったが、昼夜を分かたず防戦した。40日を経て、豆盧勣は奇兵を出して達奚惎らを攻撃し、数千人を斬って、2000人を降した。梁睿の援軍がやってくると、達奚惎らは包囲を解いて退却した。楊堅は開府の趙仲卿を派遣して豆盧勣をねぎらい、使持節・上柱国の位を授けた。
582年、突厥が侵入してくると、豆盧勣は北道行軍元帥となって隋の北辺を守備した。1年あまりして、夏州総管に任ぜられた。後に豆盧勣の娘が漢王楊諒の妃となり、文帝の恩遇はますます厚くなった。587年、始州臨津県の1000戸を食邑とした。
590年、病のため長安に召還され、諸王が揃って豆盧勣の邸へ見舞いにおもむいた。その年のうちに豆盧勣は死去した。享年は55。諡を襄といった。
子に豆盧賢・豆盧毓・豆盧懿があった。豆盧賢が後を嗣ぎ、官は顕州刺史・大理少卿・武賁郎将にいたった。

## 伝記資料
- 『隋書』巻39 列伝第4
- 『北史』巻68 列伝第56